# Orlando Guillén
Orlando Guillén (Ayucán, Veracruz – 16 de juny de 1945), és un poeta, assagista i traductor mexicà, establert a Catalunya.
És. autor, entre altres obres, de: Cantar del Pantagruelista (1972); Libro de la Dicha Negra (1972); Noticias contradictorias (colectivo, 1972); Canto y Celebración de Diana (1974); Poesía inédita (1970-78) (1979); Versario pirata (1983); Hombres como madrugadas (assaig, Barcelona, 1985); Rey de bastos (1985).
Com a traductor, és l'autor de Doce poetas catalanes del siglo XX, con Tres Añadiduras y un Apéndice de Varia Intención, obra que comprèn la traducció al castellà dels següents poemaris: La ciutat d'ivori, de Guerau de Liost; El cor quiet, de Josep Carner; el Segon llibre de les Estances, de Carles Riba; El poema de la rosa als llavis de Joan Salvat-Papasseit; Cròniques de l'ultrason, de J. V. Foix; Vacances pagades, de Pere Quart; Quetzalcóatl, d'Agustí Bartra; Final del laberint, de Salvador Espriu; Vent d'aram, de Joan Vinyoli; El tràngol, de Joan Brossa; Teoria dels cossos, de Gabriel Ferrater; El gran foc dels garbons. de Vicent Andrés Estellés; Cinc poemes desolats i altres poemes, de Rosa Leveroni; poemes de Cançons i elegies, de Clementina Arderiu, i poemes d'Espigues en flor, de Maria-Antònia Salvà; així com un apèndix amb altres traduccions esparses. L'obra comprèn un epíleg d'Enric Casasses, el qual, posteriorment fou publicat per si sol sota el títol de Notícia de la poesia catalana (2024).